# باشگاه فوتبال آپتون پارک
باشگاه فوتبال آپتون پارک یک باشگاه فوتبال آماتور از آپتون پارک است که در آن زمان در اسکس بود اما در اواخر قرن نوزدهم و اوایل قرن بیستم بخشی از منطقه نیوهام لندن در اواخر قرن نوزدهم بود که اکنون منقرض شده است. آنها علاوه بر اینکه یکی از پانزده تیمی بودند که در افتتاحیه جام حذفی در سال ۱۸۷۱ بازی کردند، همچنین نماینده بریتانیای کبیر در اولین تورنمنت فوتبال المپیک در سال ۱۹۰۰ بودند که برنده شدند.

## تاریخچه
این باشگاه که در سال ۱۸۶۶ تأسیس شد، یکی از ۱۵ تیمی بود که در اولین دوره جام حذفی در سال‌های ۷۲–۱۸۷۱ بازی کرد. آپتون پارک هیچ‌وقت موفق به قهرمانی در این جام نشد اما ۴ بار به یک‌چهارم نهایی رسید. آنها همچنین برنده افتتاحیه جام بزرگسالان لندن در ۸۳–۱۸۸۲ بودند. اگرچه قاطعانه یک باشگاه آماتور بود، اما به‌طور ناخواسته جرقه قانونی شدن حرفه‌ای بودن در بازی را پس از شکایت از پرداخت‌های پرستون نورث اند به بازیکنان پس از دیدار این دو در جام حذفی ۱۸۸۴ آغاز کردند. پرستون کنار گذاشته شد، اما این حادثه باعث شد تا اتحادیه فوتبال انگلیس با این موضوع روبرو شود و تحت تهدید جدایی، آنها اجازه پرداخت به بازیکنان را در سال بعد دادند.
این باشگاه در سال ۱۸۸۷ منحل شد اما چهار سال بعد در سال ۱۸۹۱ دوباره احیا شد. در سال ۱۸۹۲ آنها بنیانگذاران ائتلاف جنوبی بودند، یک رقابت لیگ اولیه در میان تیم‌های جنوب انگلستان، اما با پایان یافتن رقابت‌ها قبل از پایان فصل ۹۳–۱۸۹۲، تنها با یک برد در انتهای لیگ بودند.
علیرغم شباهت آشکار نام به ورزشگاه آپتون پارک (به‌طور رسمی به عنوان بولین گراند شناخته می‌شود)، باشگاه هیچ ارتباطی با زمین نداشت و هرگز در آنجا بازی نکرد. با این حال، پیوندهای رسمی بین آپتون پارک و وستهام یونایتد (در آن زمان به نام تیمز آیرون‌ورکس شناخته می‌شد) وجود داشت و بازیکنان زیادی برای هر دو بازی می‌کردند. علاوه بر این، بازی‌های خانگی آپتون پارک در وستهام پارک، جمعیت زیادی را به بازی‌های خود جذب کرد، که ممکن است بر تصمیم تیمز آیرون‌ورکس برای نقل مکان به منطقه از کنینگ تاون، جایی که فوتبال آنچنان محبوب نبود، تأثیر گذاشته باشد.

### بازی‌های المپیک ۱۹۰۰

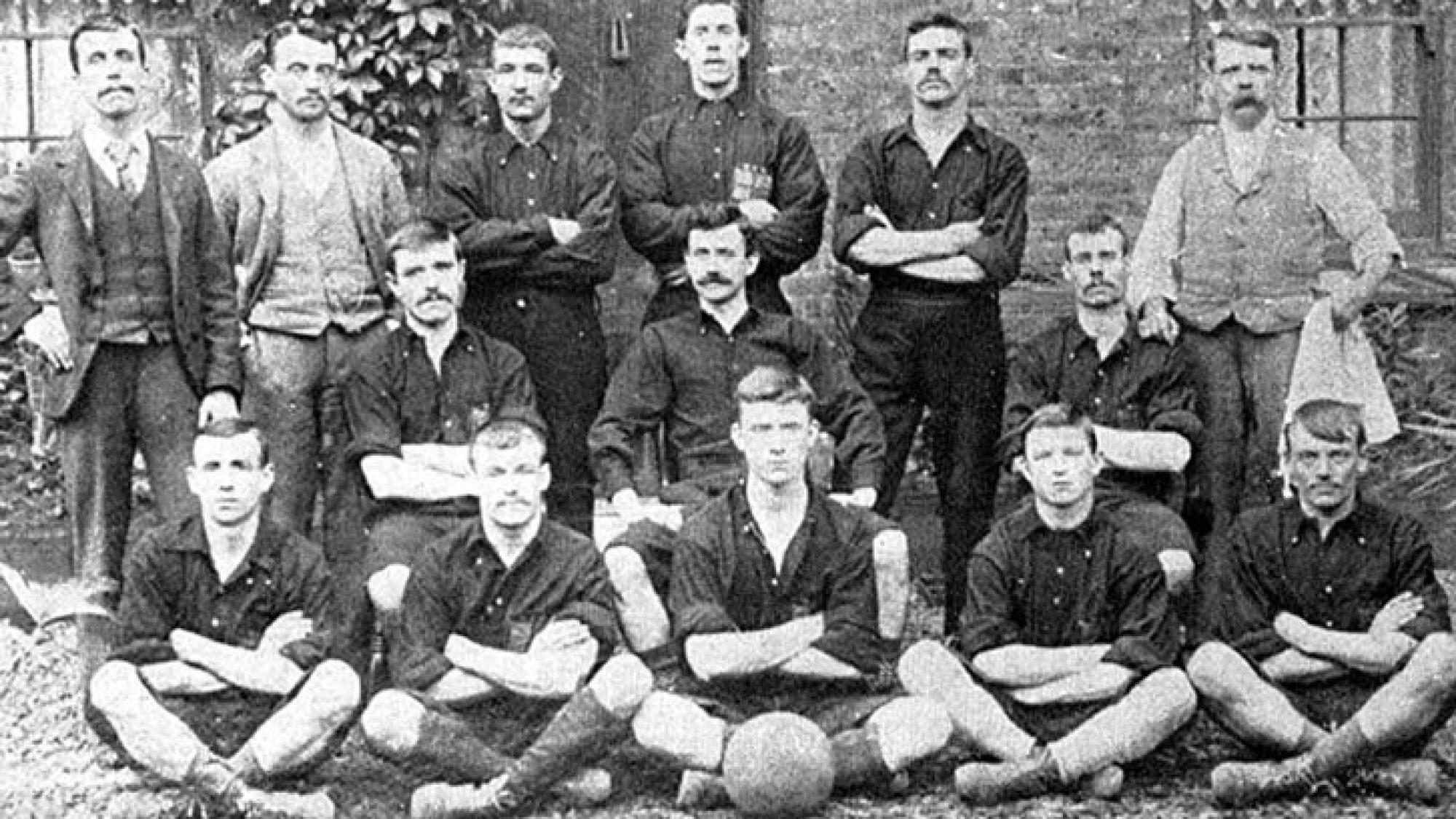
تیم آپتون پارک در سال ۱۹۰۰. در آن سال این تیم به نمایندگی از بریتانیا در المپیک مدال طلا را به دست آورد.

کمیته وضعیت آماتور اتحادیه فوتبال به باشگاه این فرصت را داد تا در افتتاحیه بازی‌های المپیک در پاریس بازی کند. سوابق نشان می‌دهد که آپتون پارک اولین باشگاهی بود که با بازی موافقت کرد اما بعید به نظر می‌رسید که اولین باشگاهی باشد که دعوت شده است. آپتون پارک در آن زمان در لیگی شرکت نمی‌کرد و فقط بازی‌های جام حذفی و بازی‌های دوستانه انجام می‌داد. آنها هرگز به مرحله نیمه نهایی جام حذفی آماتور نرسیده بودند و این رقابت اکنون در هفتمین سال خود بود.
منشی باشگاه و دروازه‌بان جیمز جونز تیم را انتخاب کرد و بازیکنانی از تیم‌های آماتور دیگر آورد. ریچارد تارنر از کروچ اند ومپایرز، ویلیام گوزلینگ، سرباز مرخصی از چلمزفورد، آلفرد چاک از ایلفورد و جک زیلی از بریدپورت به این تیم پیوستند. چلمسفورد در ژانویه ۱۹۰۰ آپتون پارک را ۷–۱ شکست داده بود.
آپتون پارک برنده رقابت در پاریس شد و یک تیم فرانسوی، نماینده فرانسه را با نتیجه ۴–۰ شکست داد. اگرچه در آن زمان مدال طلا به طرف مقابل اعطا نشد (این یک ورزش نمایشی بود)، IOC از آن زمان به بعد به صورت گذشته مدال را اعطا کرده است. تیم آن روز با ترکیب ۲–۳–۵ بازی می‌کرد:
جیمز جونز؛ کلود باکنهام، ویلیام گوزلینگ; آلفرد چاک، تی. ئی باریج، ویلیام کواش; ریچارد تارنر، اف.جی. اسپکمن، جان نیکولاس، جک زیلی، هنری هازلام (کاپیتان)
گلزنان نیکلاس (با دو گل)، ترنر و زیلی بودند.

## افتخارات
محلی
- لیگ بزرگسالان لندن
  - قهرمانی (۲): ۸۳–۱۸۸۲، ۸۴–۱۸۸۳
  - نایب قهرمانی (۱): ۸۵–۱۸۸۴

بین‌المللی
- بازی‌های المپیک
  -  مدال طلا (۱): ۱۹۰۰

## بازیکنان برجسته
- چارلز الکوک
- آلفرد استایر
- سگار بسترد
- چارلی داو[۹]
- کلمنت میچل
- کانرد وارنر[۱۰]
- کلود باکنهام

## میراث
طبق سوابق امروزی، آپتون پارک حداقل تا سال ۱۹۱۱ به بازی کردن ادامه داد. جام آپتون پارک، پلی‌آف سالانه بین قهرمانان لیگ گرنزی و جرسی، به خاطر تیم آپتون پارک نامگذاری شده است تا دهمین تور سالانه آنها در جزایر را که در سال ۱۹۰۶ انجام دادند، جشن بگیرند. در سال ۲۰۱۶، همزمان با انتقال وستهام یونایتد به ورزشگاه المپیک لندن، آپتون پارک به عنوان یک باشگاه آماتور مجدداً تأسیس شد و بازی آخر را در بولین گراند، مقابل رویال انجینیرز برگزار کرد.
آپتون پارک مسئول پیشنهاد دو مورد از مهم‌ترین تغییرات قوانین در تاریخ فوتبال بود: در سال ۱۸۷۰، باشگاه پیشنهاد لغو تمام دست زدن به توپ را داد (پیش از این، هر بازیکنی مجاز به گرفتن توپ بود). در سال ۱۸۷۱، باشگاه پیشنهادی را برای ایجاد موقعیت ویژه دروازه‌بان ارائه کرد، که به تنهایی اجازه کنترل توپ را داشت.

## پایه‌گذاری مجدد
این تیم در سال ۲۰۱۶ دوباره تأسیس شد، این تیم یک تیم آماتور است و فقط در مسابقات دوستانه، معمولاً برای خیریه، رقابت می‌کند.